# ФК Салернитана 1919
Спортско друштво Салернитана 1919 (итал. Unione Sportiva Salernitana 1919) италијански је фудбалски клуб из Салерна.

## Историја
Клуб је основан 1919. године. Први пут се у Серији А нашао у сезони 1947/48, а касније су играли и 1998/99. Године 2005. клуб је банкротирао што је узроковало престанак такмичарских утакмица 2011. године, а 21. јула исте године клуб је обновљен и тада је играо у Серији Д. Након 23 године поново су се пласирали у Серију А у сезони 2021/22.

## Успеси
- Серија Б
  - Првак (2): 1946/47, 1997/98.
  - Вицепрвак (1): 2020/21.